# Ernest Bourret
Joseph Christian Ernest Bourret, C.O. (Saint-Étienne-de-Lugdarès, 9 de dezembro de 1827 – Rodez, 10 de julho de 1896) foi um cardeal francês da Igreja Católica, bispo de Rodez.

## Biografia
Nasceu em Lubro, um vilarejo nas proximidades de Saint-Étienne-de-Lugdarès, era filho de Louis Bourret, um abastado fazendeiro, e Ursule Christine Bonhomme. Estudou humanidades no Collège de Langogne (1839) e no Seminário Menor de Puy (1841), estudou filosofia e teologia no Seminário Maior de Puy desde 1844 e no Seminário de Saint-Sulpice, Paris (1846); interrompeu seus estudos devido aos acontecimentos revolucionários. Lecionou na escola de Privas em 1848 e retornou aos estudos na École des Carmes de Paris. Obteve uma licenciatura em direito em 1856, fez doutorado em teologia em 1857 na Universidade La Sorbonne e em letras, em 1858. Ingressou na Congregação do Oratório de São Filipe de Neri, onde foi ordenado padre em 20 de setembro de 1851.
Foi professor na École des Carmes em 1853, bem como capelão das suas freiras, e foi secretário do arcebispo de Tours, François Nicholas Madeleine Morlot. Professor de direito canônico por dez anos na Universidade La Sorbonne, a partir de 1861. Teólogo do bispo de Périgueux no Concílio Vaticano I, foi capelão militar durante a Comuna de Paris; ele tentou sem sucesso libertar Georges Darboy, arcebispo de Paris, que foi executado diante de um pelotão de fuzilamento. Foi examinador dos ordenantes de Paris e vigário-geral de Argel e de Périgueux.
O governo francês o apresentou para a Diocese de Rodez em 19 de julho de 1871. Foi confirmado em 27 de outubro do mesmo ano e foi consagrado em 30 de novembro, na Igreja de São Sulpício, por Joseph Hippolyte Guibert, O.M.I., arcebispo de Paris, assistido por Jean-Paul-François-Marie-Félix Lyonnet, arcebispo de Albi e por Nicolas-Joseph Dabert, bispo de Périgueux. Fez sua entrada solene em 14 de dezembro seguinte. Tornou-se assistente no Trono Pontifício em 13 de fevereiro de 1880.
Foi criado cardeal pelo Papa Leão XIII, no Consistório de 12 de junho de 1893, recebendo o barrete vermelho e o título de cardeal-presbítero de Santa Maria Nova em 21 de maio de 1894.
Faleceu em 10 de julho de 1896, em Rodez. Foi velado na catedral de Rodez, onde ocorreu o funeral, e ali enterrado.

## Obras
- De Schola Cordubae christiana, sub gentis Ommiaditarum imperio, disquisitionem proponebat Faculati litterarum Parisiensi, éditeur Apud C. Douniol, 1855. OCLC 457121731
- Essai historique et critique sur les sermons français de Gerson, d'après les manuscrits inédits de la Bibliothèque impériale et de la bibliothèque de Tours, éditeur C. Douniol, 1858. OCLC 81302268
- Lettre pastorale et mandement de monseigneur l'évêque de Rodez à l'occasion de la prise de possession de son siège et de son arrivée dans le diocèse : de la désorganisation morale des temps présents et de la nécessité de revenir aux principes chrétiens pour y porter remède, éditeur impr. d'A. Le Clère, 1871. OCLC 921630094
- Des Principales raisons d'être des ordres religieux dans l'Église et dans la société, et des injustes attaques auxquelles ils sont en butte dans ce moment, par Mgr l'évêque de Rodez et de Vabres, éditeur Vve E. Carrère, 1880. OCLC 457121724
- Du Respect qui est dû à la religion, à ses ministres et à ses institutions, par Mgr l'évêque de Rodez et de Vabres, éditeur Vve E. Carrère, 1880. OCLC 457121730
- Documents sur les origines chrétiennes du Rouergue : Saint Martial, éditeur Impr. de E. Carrère, 1887-1902. OCLC 458680647
- Discours de S. É. le cardinal Bourret... au couronnement de Notre-Dame de Mende, le 15 août 1894, éditeur E. Carrère, 1894. OCLC 457121704